# دارين هيوز (سياسي)
دارين هيوز (بالإنجليزية: Darren Hughes)‏ هو سياسي نيوزلندي، ولد في 3 أبريل 1978. حزبياً، نشط في حزب العمال النيوزيلندي. وقد انتخب عضو مجلس النواب النيوزيلندي.